# Jørn Rose
Jørn Rose (født 20. oktober 1923 i København – død 3. maj 2011) var en dansk lydbogsindlæser og skuespiller. 
Han blev især kendt for sine præstationer i hørespillene om Tintin, hvor han medvirkede sammen med bl.a. Peter Kitter, Bob Goldenbaum og hustruen Inge Ketti. Disse hørespil er udsendt på LP og kassettebånd, og Jørn Rose lagde stemme til bl.a. Professor Tournesol og – ikke mindst – Max Bjævermose.
I sin karriere medvirkede han desuden i minimale filmroller, flere hørespil hos Danmarks Radio, TV-Teatrets opsætning af Kjeld Abells teaterstykke "Anna Sophie Hedvig" og indlæste et hav af lydbøger for Danmarks Blindebibliotek af forfattere så forskellige som Benjamin Jacobsen, Carl Erik Soya-Jensen, Edgar Allan Poe og Karl Adrien "Grock" Wettach).